# Athetis lophophora
Athetis lophophora är en fjärilsart som beskrevs av George Francis Hampson 1895. Athetis lophophora ingår i släktet Athetis och familjen nattflyn. Inga underarter finns listade i Catalogue of Life.